# بورخیل
بورخیل، روستایی است در شهرستان سوادکوه شمالی در استان مازندران ایران.

## جمعیت
این روستا مرکز دهستان هتکه است و براساس سرشماری مرکز آمار ایران در سال ۱۳۸۵، جمعیت آن ۸۰۳ نفر (۲۳۰خانوار) بوده‌است. 
مردم این روستا به زبان طبری گویش میکنند.
بر این اساس، شهرستان سوادکوه شمالی به مرکزیت شهر شیرگاه از ترکیب بخش‌های نارنجستان و بخش مرکزی به مرکزیت شهرشیرگاه شامل دهستانهای شرق و غرب شیرگاه و لفوردر تابعیت استان مازندران ایجاد می‌شود.
بر اساس این مصوبه دولت، دهستان هتکه به مرکزیت روستای بورخیل از ترکیب روستاهای ایوک، بورخیل، منگل، هتکه لو، چهارگیری، بازیرکلا، حاجیکلا، فرامرزکلا وکتی لته در تابعیت بخش شیرگاه شهرستان سوادکوه ایجاد می‌شود.